# 曼德勒航空

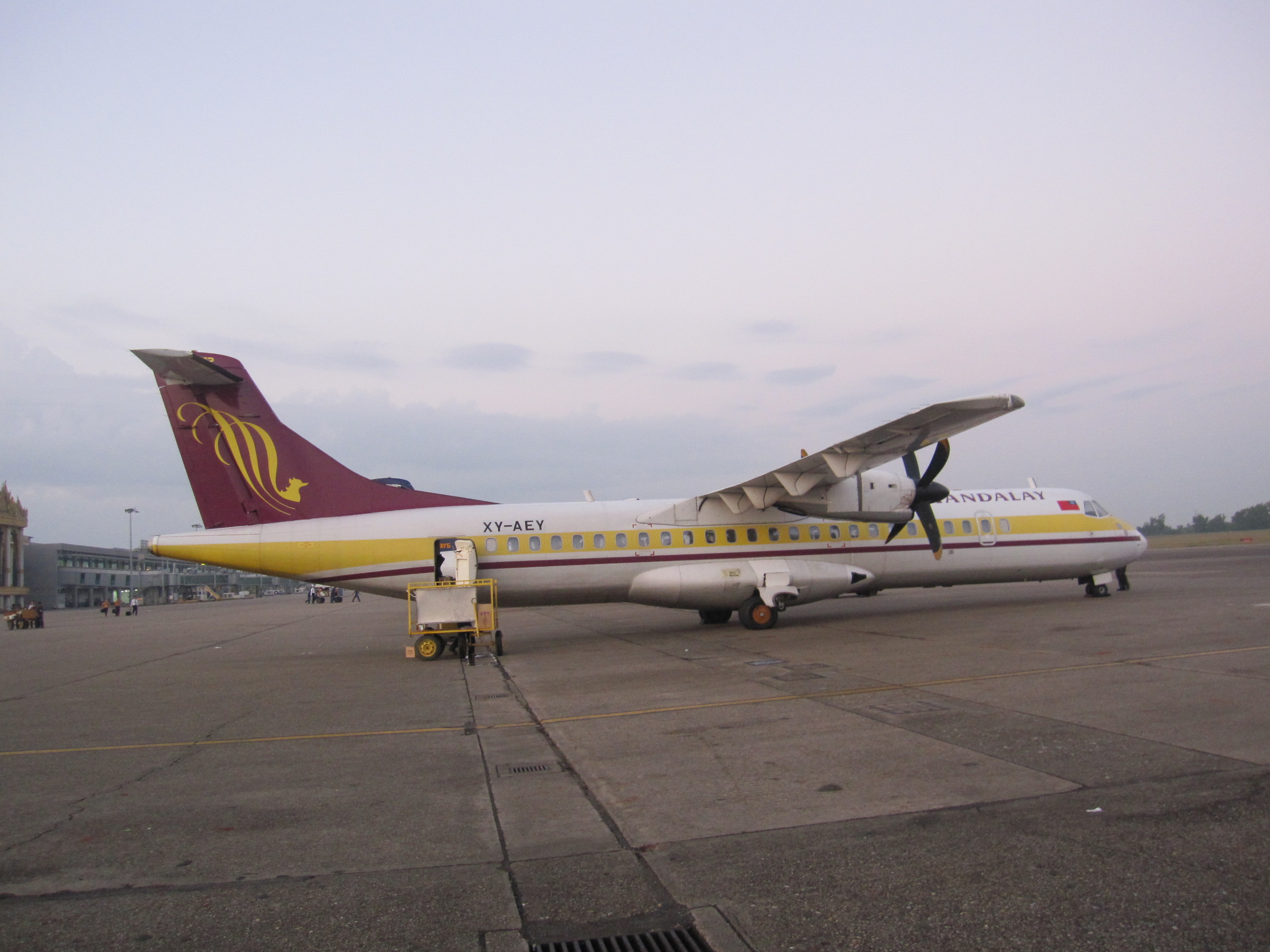
曼德勒航空ATR72

曼德勒航空（အဲမန္တလေး）是一家緬甸的航空公司，成立於1994年10月6日，於同年10月18日開始營運，經營國內及國際定期客運服務。

## 機隊
- 2架ERJ-145ER

## 外部連結
- 曼德勒航空 （页面存档备份，存于）